# K. C. Oakley
K. C. Oakley (* 5. Mai 1988) ist eine ehemalige US-amerikanische Freestyle-Skierin. Sie startete in den Buckelpisten-Disziplinen Moguls und Dual Moguls.

## Werdegang
Oakley nahm von 2004 bis 2011 vorwiegend am Nor-Am Cup teil. Dabei holte sie zwei Siege und gewann in der Saison 2010/11 die Mogulsgesamtwertung. Im Freestyle-Skiing-Weltcup debütierte sie im März 2011 in Voss und belegte dabei den 16. Platz im Dual-Moguls. Zu Beginn der Saison 2011/12 erreichte sie in Méribel mit dem sechsten Platz im Dual Moguls ihre erste Top-Zehn-Platzierung im Weltcup. Es folgten im weiteren Saisonverlauf sechs Top-Zehn-Resultate, darunter Platz drei in Calgary und erreichte damit zum Saisonende den 26. Platz im Gesamtweltcup und den neunten Rang im Moguls-Weltcup. Im März 2012 wurde sie US-amerikanische Meisterin in der Disziplin Dual Moguls. In der folgenden Saison kam sie bei 12 Weltcupstarts, sechsmal unter den ersten Zehn und errang damit den 13. Platz im Moguls-Weltcup. Nach Platz 21 und 11 zu Beginn der Saison 2014/15, holte sie im Moguls-Wettbewerb in Deer Valley ihren ersten Weltcupsieg. Es folgten drei Top-Zehn-Resultate und zum Saisonende den 29. Platz im Gesamtweltcup und den neunten Rang im Moguls-Weltcup. Beim Saisonhöhepunkt den Freestyle-Skiing-Weltmeisterschaften 2015 am Kreischberg gelang ihr der 18. Platz im Moguls-Wettbewerb. In der Saison 2016/17 erreichte sie im Weltcup vier Top-Zehn-Resultate und zum Saisonende den 16. Platz im Moguls-Weltcup.
Oakley nahm an 53 Weltcups teil und kam dabei 22-mal unter den ersten zehn.

## Weltcup-Gesamtplatzierungen
| Saison  | Gesamt | Gesamt | Moguls | Moguls |
| Saison  | Punkte | Platz  | Punkte | Platz  |
| ------- | ------ | ------ | ------ | ------ |
| 2011/12 | 29     | 26.    | 377    | 9.     |
| 2012/13 | 25     | 47.    | 299    | 13.    |
| 2013/14 | 4      | 160.   | 49     | 31.    |
| 2014/15 | 31,11  | 29.    | 280    | 9.     |
| 2015/16 | 0,25   | 191.   | 2      | 45.    |
| 2016/17 | 18,55  | 67.    | 204    | 16.    |
| 2017/18 | 0,4    | 218.   | 4      | 47.    |